# Os de Civís
Os de Civís ist ein spanisches Dorf in der Autonomen Region Katalonien. Es gehört zur Pyrenäen-Gemeinde Les Valls de Valira und ist, da es nur über das Fürstentum Andorra über eine Straße zugänglich ist, eine funktionale Exklave (spanisch Periclave).

## Beschreibung
Os de Civís liegt im Vall d’Aós in den südlichen Pyrenäen in einem Talkessel auf etwa 1500 m Höhe am Fuße des 2406 m hohen Pic d’Aós. Südlich des Ortes fließen die beiden Flüsse Setúria und Salòria zusammen und bilden den Riu d’Aós, auch Riu d’Os de Civís genannt, der nach Andorra fließt.
Bis 1970 war Os de Civís Teil der südlich gelegenen Gemeinde Civís. Danach wurde es – gemeinsam mit den Dörfern Anserall, Arcabell, Arduix, Argolell, Ars, Asnurri, Baixos de Calbinyà, Bescarán, Calbinyà, Civis, Farga de Moles, Sant Antoni, Sant Joan Fumat und Sant Pere – Teil der Gemeinde Les Valls de Valira. Die einzige Anbindung an den Straßenverkehr erfolgt über eine Straße, die entlang des Riu d’Aós zur andorranischen Grenze und in Andorra als CG 6 nach Bixessarri führt. In die Comarca Alt Urgell führt lediglich ein unbefestigter Weg über den 2105 m hohen Coll de Conflent. Dies führt dazu, dass Os de Civís auch heute noch weitgehend isoliert vom Rest Kataloniens ist.
Im Jahr 2018 hatte Os de Civís 74 Einwohner. Zu Beginn des 20. Jahrhunderts lebten in Os de Civís etwa 150 Familien, die das Dorf aber nach und nach wegen der anhaltenden Agrarkrise verließen. Das Dorf stand kurz vor der Entvölkerung, die nur durch den aufkommenden Tourismus vermieden werden konnte.
Bedingt durch seine Lage ist das Dorf sehr von Andorra abhängig. Grundlegende Dienstleistungen wie Müllabfuhr und Schneeräumung werden von der andorranischen Kleinstadt Sant Julià de Lòria übernommen. Lediglich die Stromversorgung erfolgt seit 1982 über die Productora Eléctrica Urgelense S.A. (PEUSA). Die schwere Zugänglichkeit von spanischer Seite zeigt sich auch in einem Ereignis Mitte der 1980er Jahre. Damals wurde in dem Ort ein illegales Spielcasino betrieben. Die Polizei löste es per Hubschraubereinsatz auf, da es nicht möglich war, von andorranischer Seite aus zu operieren. Die Spieltische wurden per Hubschrauber aus Os de Civís entfernt.

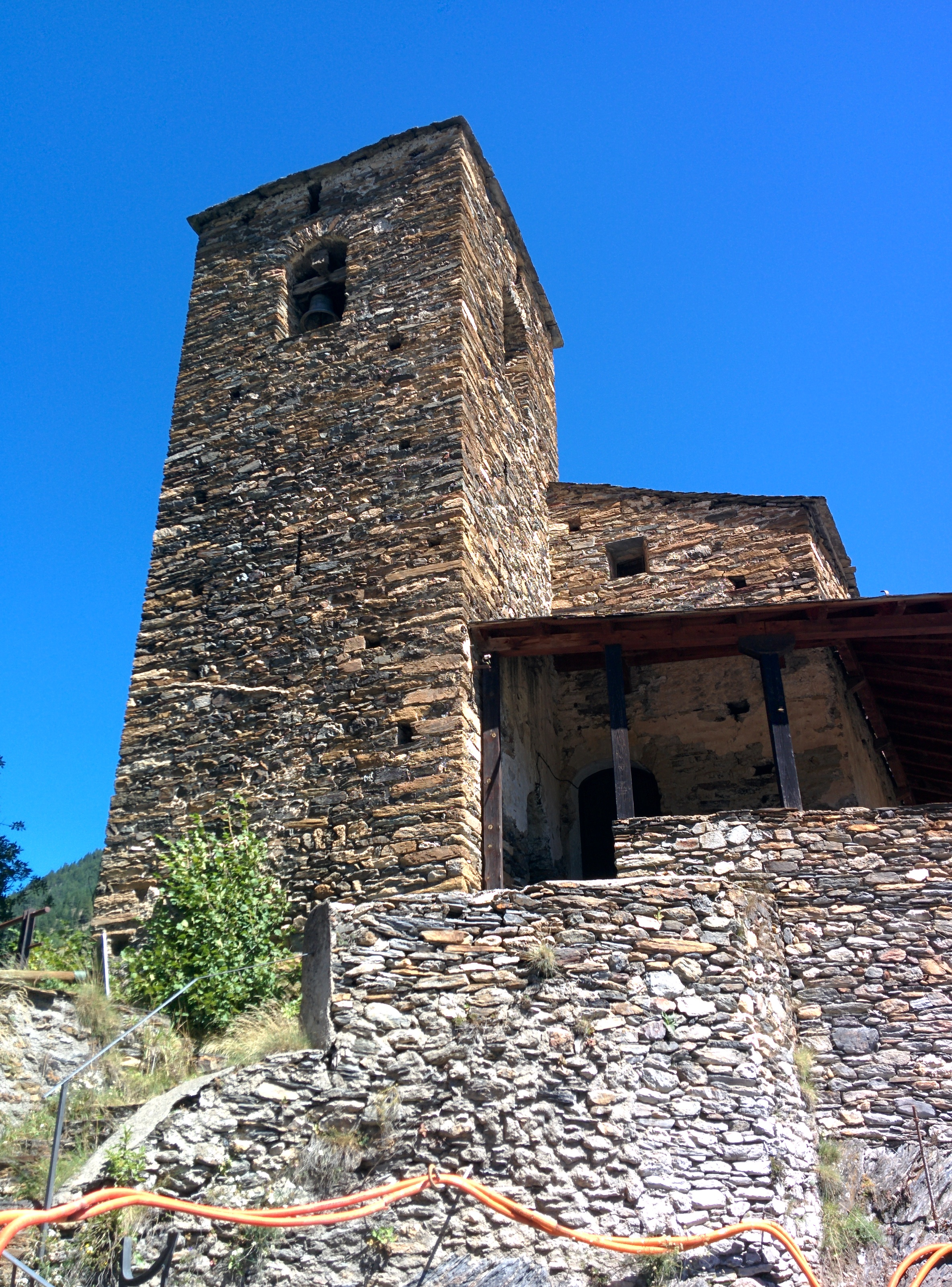
Sant Pere d’Os de Civís

Die einfach gehaltene romanische Kirche Sant Pere d’Os de Civís steht auf der Spitze eines Hügels im Dorf. Die dem heiligen Petrus und der heiligen Margarete geweihte Kirche wurde erstmals in der Weiheurkunde der Kathedrale von La Seu d’Urgell aus dem Jahr 839 erwähnt.
Das Dorf gehörte früher dem Grafen von Castellbò.
Bedingt durch den nur über die Steueroase Andorra (außerdem ein Nicht-EU-Staat) möglichen Zugang gilt auch Os de Civís als Steueroase („Klein-Andorra“) auf EU-Gebiet.